# خوسي سانخورخو
خوسي سانخورخو إي ساكانيل (بالإسبانية: José Sanjurjo)‏ (تلفظ بالإسبانية: ‎/saŋˈxuɾxo/‏; (بنبلونة 28 مارس 1872 - إشتوريل البرتغال 20 يوليو 1936) هو فريق أول في الجيش الإسباني، ووالده هو الكابتن خوستو سانجوريو بونروسترا وهو كارلي. أما والدته فكانت كارلوتا ساكانيل ديسوجو. قَلَّدَهُ الملك ألفونسو الثالث عشر لقب ماركيز الريف بعد إنجازاته في حرب الريف، خصوصا خلال عملية إنزال الحسيمة. شغل مناصب مهمة في فترة ديكتاتورية بريمو دي ريفيرا وخلال الأيام الأولى للجمهورية الثانية، لكن سرعان ما اختلف مع النظام الجمهوري الجديد، فتزعم من إشبيلية محاولة انقلابية فاشلة في أغسطس 1932، والمعروفة شعبيا باسم سانخورادا. بعد إلقاء القبض عليه وسجنه، خففت عنه عقوبة الإعدام. ثم أفرج عنه لاحقا فلجأ إلى البرتغال.
وفي سنة 1936 شارك مع النخبة العسكرية التي قامت بانقلاب يوليو 1936 حسب ما خطط له. كان من المفترض أن يشغل سانخورخو منصب القائد العام للإنقلابيين. فسافر في 20 يوليو بالطائرة ليكون قائدا على فرانكو ومولا في المناطق المتمردة على حكومة الجمهورية، وتعرض لحادث أثناء محاولة إقلاع الطائرة وتوفي لحينها. تم التعرف على الطائرة المعنية التي وقع فيها الحادث من اتحاد النقل الجوي الدولي (IATA) ومنظمة الطيران المدني الدولي (ICAO) باعتبارها طائرة De Havilland DH.80 Puss Moth، ورقم التسجيل EC-III.

## مسيرته
بدأ حياته المهنية برتبة ملازم في كوبا، وتدرج إلى رتبة نقيب. بعد نهاية الحرب الكوبية، عاد إلى إسبانيا وشارك في حرب مليلية الثانية في المغرب (1909) برتبة قائد القوات الأهلية النظامية، وتمت مكافأته على مكافحته تمرد بعض القبائل بتطوان في 1 فبراير 1914. ووصل إلى رتبة لواء وتعيينه قائد عام على مليلية لتولّي مسؤولية استرجاع الأراضي التي فقدت بعد كارثة أنوال (1921). وفي سنة 1922 تم تعيينه للتحقيق في الفساد في قيادة جيش العرائش. وبعد وقوع الانقلاب العسكري لبريمو دي ريفيرا في سبتمبر 1923 كان سانخورخو في ذلك الوقت حاكم سرقسطة العسكري، ودعم دون تحفظ الانقلاب والديكتاتورية اللاحقة التي أعقبت الانقلاب. وعيّنه الديكتاتور بريمو دي ريفيرا قائداً عمليات إنزال الحسيمة سنة 1925. وقبل نهاية العام تم تعيينه المفوض السامي لإسبانيا في المغرب، وبذلك أصبح أعلى سلطة في المغرب الإسباني، وتقلد رتبة فريق. وفي 1928 أصبح رئيسًا للإدارة الرئيسية للحرس المدني. ثم منحه الملك ألفونسو الثالث عشر وسام كارلوس الثالث في 28 مارس 1931 لخدماته في حروب الريف سنوات 1920-1926، وأعطاه لقب ماركيس الريف. وفي نفس السنة أصبح قائدًا أعلى لجميع القوات العسكرية في المغرب.
وبعد سقوط دكتاتورية بريمو دي ريفيرا في يناير 1930. عَيّن الملك الجنرال داماسو بيرنجير لضمان عودة مؤمنة إلى النظام الدستوري ما قبل 1923. وهذا الأمر سبب صدمة كبيرة لسانخورخو الذي كان يعتبر نفسه الأفضل استعدادًا لهذا المنصب. ولكن ومع ذلك فقد فشلت حكومة بيرنجير فشلاً ذريعا في أغراضها، وسرعان ما أصبح الوضع الجديد يتكشف أكثر فأكثر.

## الجمهورية الإسبانية الثانية

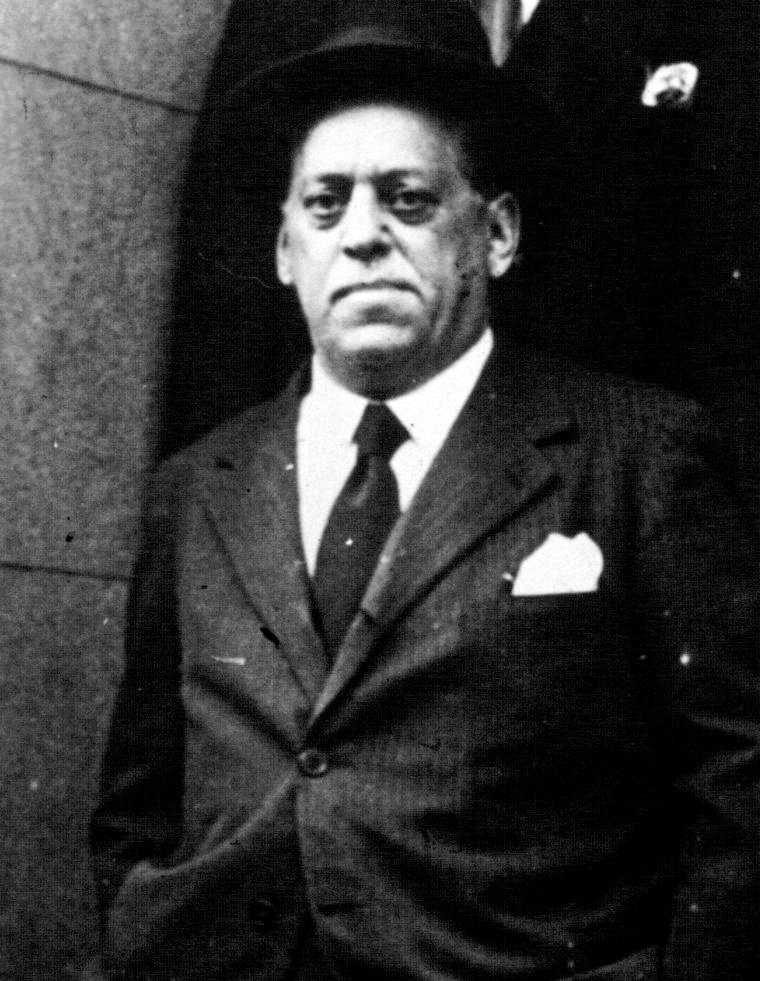
خوسي سانخورخو سنة 1932.

في الانتخابات البلدية التي أجريت في 12 أبريل 1931 لم تنل الأحزاب المؤيدة للملكية الدعم الكافي في المدن الكبرى، وتجمع عدد كبير من الناس في شوارع مدريد. و ردّا على سؤال حول ما إذا كانت حكومة الأدميرال أثنار ستنال دعم الحرس المدني أجاب سانخورخو إنه لا يستطيع ضمان ذلك. فتنازل الملك ألفونسو الثالث عشر، وتم إعلان الجمهورية الإسبانية الثانية. عزز هذا الإجراء وصول النظام الجمهوري الجديد، وبالتالي ثبتته السلطات الجديدة في منصبه مدير عام الحرس المدني. يبدو أن هذا التغيير في ولاء سانخورخو كان مدفوعًا بالاستياء الناجم عن تخلي الملك عن بريمو دي ريفيرا بعد سقوط الديكتاتورية سنة 1930. وأكدت الحكومة الجديدة ثقتها في سانخورخو عندما عينته بفترة وجيزة مفوضا ساميا في المغرب مرة أخرى.
وبذا أصبح سانخورخو من أوائل الجنرالات المعينين في قيادة الجيش الجمهوري الإسباني. مع ذلك فقد بدأت بوادر استيائه من النظام الجديد وتعاطفه مع الحكم الملكي: فلم تعجبه إصلاحات أثانيا العسكرية، ولا سيما في تخفيضها لعدد القوات وتعيين لوبيز فيرير وهو مدني بمنصب المفوض السامي في المغرب. وفي نهاية 1931 وقعت أحداث كاستيلبلانكو (بطليوس)، حيث قتل أربعة من الحرس المدني على أيدي المتظاهرين. وبعدها بأيام في أرنيدو (لاريوخا)، مات خمسة مدنيين عندما أطلق الحرس المدني النار على تجمع للعمال فيما يسمى بأحداث أرنيدو. في تحقيقات الحدثين أظهر سانخورخو استيائه إلى جانب انتقاده للإصلاحات العسكرية مما أدى إلى إزاحته من رأس الحرس المدني وتعيين الجنرال ميغيل كابانيلاس مكانه، ونقله إلى حرس الحدود (بالإسبانية: Carabineros)‏ سنة 1932. هذه المواجهة المتزايدة مع الحكومة حول الإصلاحات العسكرية لأثانيا إلى جانب مشروع قانون الحكم الذاتي لكاتالونيا دفعه إلى الاستعداد مع بعض أتباع الكارلية، بالإضافة إلى ضباط عسكريين آخرين بالقيام بتمرد في إشبيلية يوم 10 أغسطس 1932. حيث أكّد أن التمرد كان فقط ضد الحكومة الحالية وليس ضد الجمهورية. لقد حقق تمرده نجاحًا في إشبيلية ولكنه فشل فشلاً ذريعا في مدريد، حيث تمكنت الحكومة من السيطرة على الوضع بسهولة. حاول سانخورخو الفرار إلى البرتغال لكن قبض عليه في ولبة.

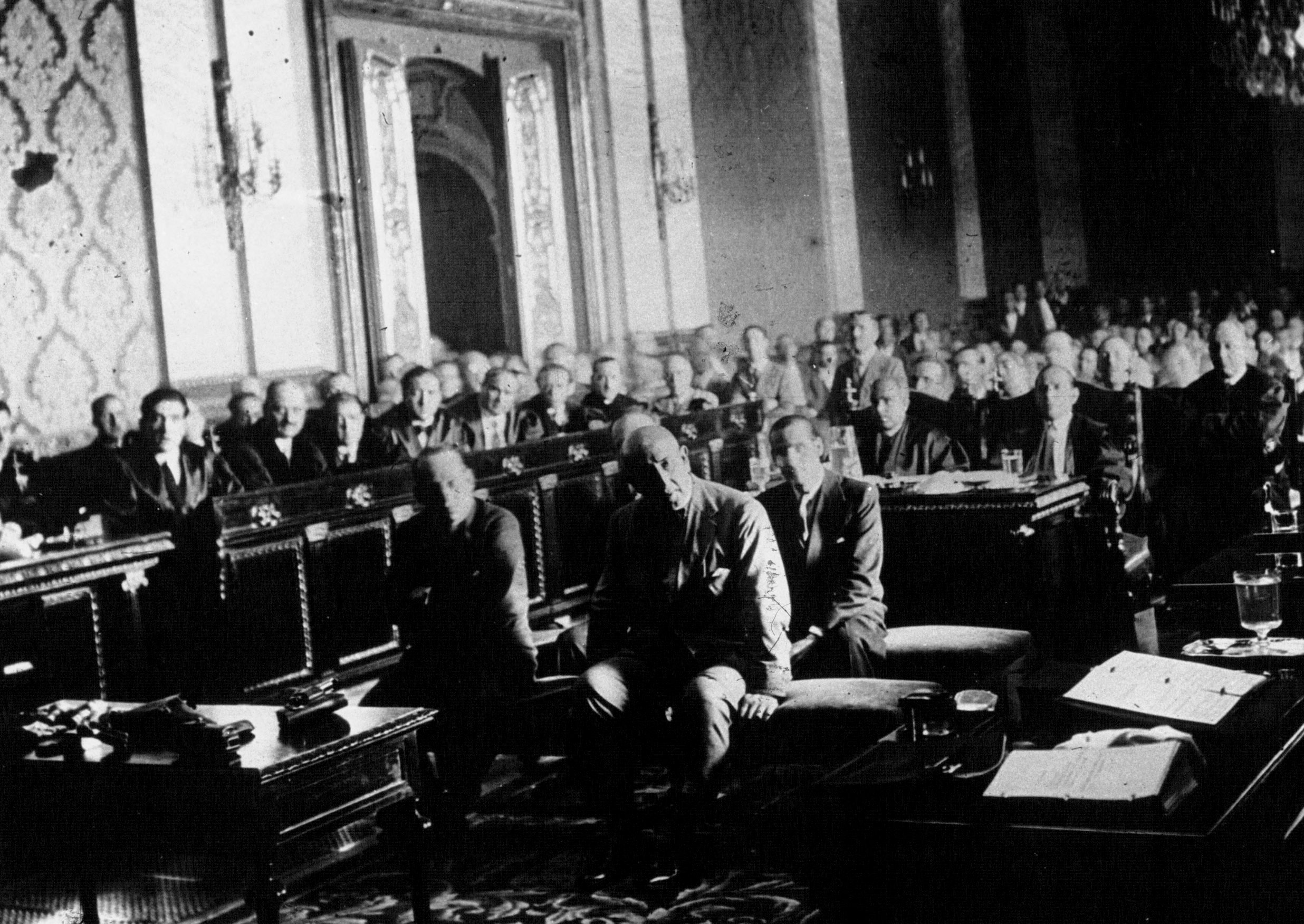
سانخورخو مع ضباط آخرين اثناء محاكمتهم سنة 1932.

جرت محاكمة لسانخورخو بصفته قائدًا للثورة الفاشلة، وحُكم عليه بالإعدام. ولكن لم تكن الحكومة تريد تكرار أداء الديكتاتورية مع متمردي خاكا، وبالتالي خففت عقوبة الإعدام إلى السجن المؤبد. وبعد انتخابات نوفمبر 1933 التي أعطت الانتصار لائتلاف الوسط الراديكالي، شكّلت الحكومة الجديدة التي رأسها ليروكس الذي اقترح منح عفو لسانخورخو وشركائه المساهمين في الانتفاضة. ولكن رئيس الجمهورية ألكالا زامورا قاوم توقيع المرسوم، وبالرغم من أنه وافق بالنهاية وفي اليوم الأخير من الفصل القانوني في مارس 1934، إلا أنه فرض تعديلًا عليه منع سانخورخو من العودة إلى الجيش. تسببت تلك التعطيلات والتعديل في المرسوم بأزمة حكومية مما حدا باستقالة ليروكس، وحل محله ريكاردو سامبر. وفي تلك الحالة ذهب سانخورخو إلى المنفى في إشتوريل (البرتغال) حيث استمر متآمرا ضد النظام الجمهوري.

## المؤامرة والحرب الأهلية

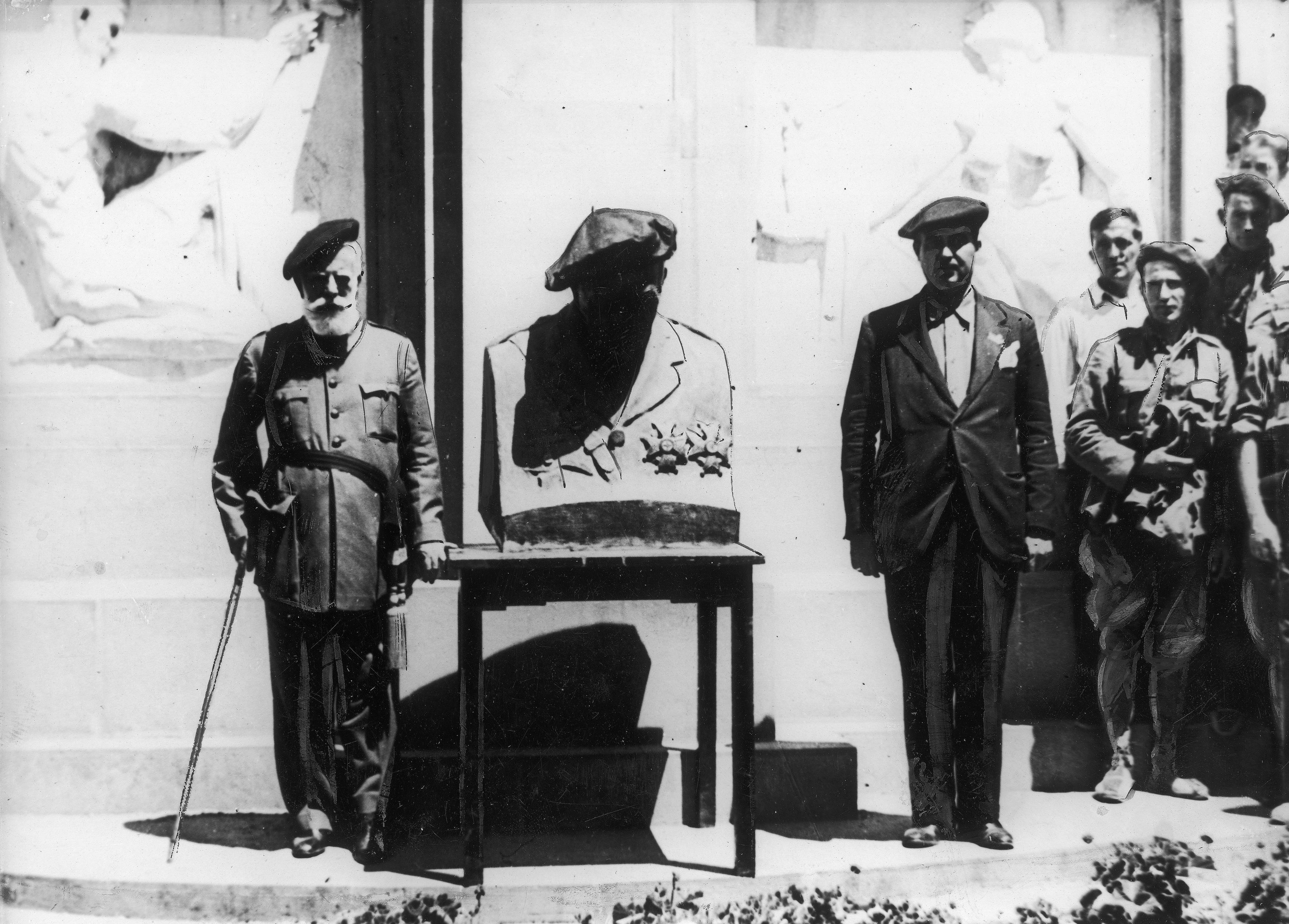
الجنرال ميغيل كابانيلاس عند افتتاحه تمثال نصفي للجنرال سانخورخو بعد وفاته يوليو 1936.

في بيئات سياسية وعسكرية معينة بدأت فكرة الإطاحة بحكومة الجبهة الشعبية المنتخبة حديثًا من منتصف مارس 1936. في البداية كان الموعد المحدد هو 20 أبريل وأسلوب الانقلاب مشابه جدًا لانقلاب الجنرال بافيا سنة 1874، لكن السلطة التنفيذية كشفتها، فكان عليهم الخروج من مدريد. ثم تولّى الجنرال إميليو مولا توجيه المؤامرة، وعليه الاختيار بين نموذج مماثل للنموذج الذي لعبه ريجو سنة 1820 أو نموذج بريمو دي ريفيرا (1923).
عندما حل أثانيا محل نيكيتو ألكالا زامورا في رئاسة الجمهورية يوم 10 مايو 1936 انضم سانخورخو إلى الجنرالات إميليو مولا وفرانثيسكو فرانكو وجونزالو كييبو دي ليلانو في مؤامرة للإطاحة بالحكومة الجمهورية. وكان مخططا أن يتولٌى هو قيادة الانتفاضة، لأنه اعتبر من الجنرالات المرموقة وزعيم مقبول عند مختلفة الاتجاهات الأيديولوجية المشاركة في الانقلاب. وكانت لتلك الخطط أثر ملموس في اشعال الانتفاضة بشمال المغرب بعد ظهر يوم 17 يوليو 1936، والتي سيطرت على البلاد بسرعة. ومع ذلك فإن المخطط لم يجري كما هو مقرر له: فالفشل في إنجاح الانقلاب بسرعة في جميع أنحاء إسبانيا قد أدى إلى حرب أهلية.

## حادث الطائرة ومقتله
في 20 يوليو 1936 قُتل سانخورخو في إشتوريل في حادث تحطم طائرة عندما حاول العودة إلى برغش في إسبانيا. اختار أن يطير في طائرة ثنائية السطح صغيرة يقودها خوان أنطونيو أنسالدو، وهي من نوع دي هافيلاند DH.80 Puss Moth ورقم لوحة ترخيص EC-III. أحد الأسباب الرئيسية للتحطم هو الأمتعة الثقيلة التي أصرَّ سانجورجو على إحضارها. لقد حذره أنسالدو من أن الحمولة ستكون ثقيلة جدًا، لكن سانجورجو أجاب:
لم يكن من المعروف لماذا اختار سانخورخو الطيران على متن طائرة أنسالدو بدلاً من طائرة أكبر وأكثر ملائمة كانت متاحة. وكانت الطائرة الأكبر من طراز دي هافيلاند دراغون رابيد التي تتسع لثمانية ركاب، وهي نفس الطائرة التي نقلت فرانكو من جزر الكناري إلى المغرب. وعلى ما يبدو أن سانخورخو فضل الاستمتاع بالطيران مع «طيار جريء» مثل أنسالدو (الذي نجا من الحادث).
وقد توفي مولا أيضًا في حادث طائرة، تُرك فرانكو القائد الوحيد للقوميين. وأدى ذلك إلى شائعات بأن فرانكو قد رتب وفاة منافسيه، ولكن لم يتم تقديم أي دليل لدعم هذا الادعاء.
كانت رفاته في قبو النصب التذكاري لسقوط بنبلونة من 17 يوليو 1961 حتى 16 نوفمبر 2016. وهو اليوم الذي استخرجت جثته بقرار من مجلس مدينة العاصمة نافارا مع عدم الاعتراض ممن بقي على قيد الحياة من أسرته. ودفن في 23 مارس 2017 في القسم العسكري لمقبرة بلدية مدينة مليلية الإسبانية. وتلا ذلك جدال عندما دفن الجنرال مع مرتبة الشرف العسكرية في البانتيون العسكرية للأبطال كما أكد الجيش ذلك.